# Delias harpalyce
The Imperial White (Delias harpalyce) là một loài bướm thuộc họ Pieridae. Nó là loài đặc hữu của Úc.
Sải cánh dài 60–70 mm.
Ấu trùng ăn Amyema, Muellerina and Dendrophthoe species.

## Hình ảnh

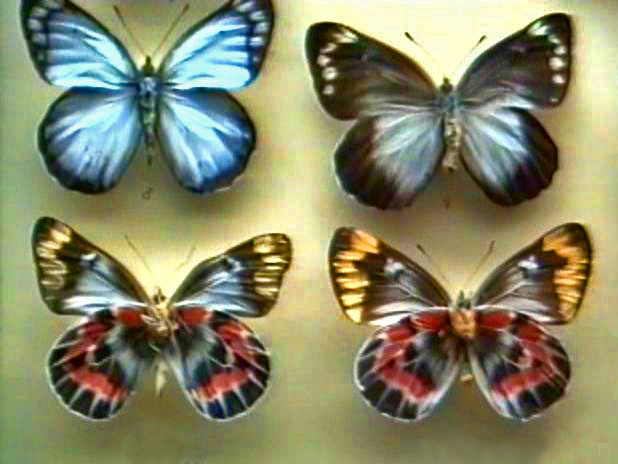
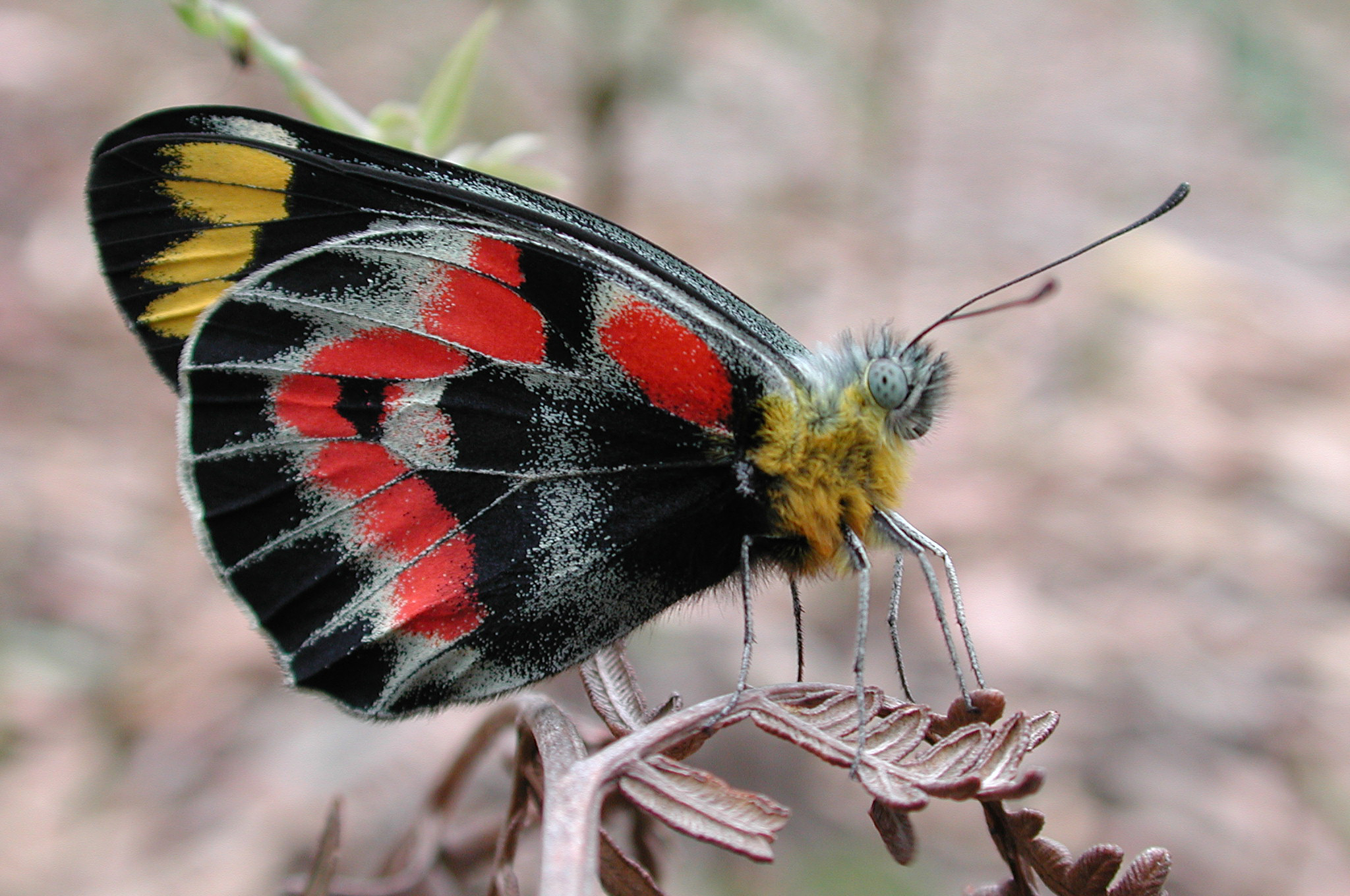